# Cometas en el cielo
Cometas en el cielo es una película dirigida por Marc Forster y basada en la novela homónima del escritor afgano-estadounidense, Khaled Hosseini.

## Argumento
Adaptación del best-seller de Khaled Hosseini. Amir regresa a Afganistán, su país natal, que se halla todavía bajo el dominio talibán, con la intención de rescatar al hijo de su mejor amigo de las garras del régimen. Se propone también solventar todos los problemas que dejó atrás cuando abandonó el país.
Narra la historia de Amir, un niño del barrio Wazir Akbar Jan de Kabul, y de su mejor amigo, Hassan, un sirviente hazara de su padre. Amir se propone ganar una competición de cometas, aunque ello signifique sacrificar su amistad con Hassan. La trama transcurre "sobre el telón de fondo de un Afganistán respetuoso de sus ricas tradiciones ancestrales" mientras durante el invierno de 1975 en Kabul "la vida se desarrolla con toda la intensidad, la pujanza y el colorido de una ciudad confiada en su futuro e ignorante de que se avecina uno de los periodos más cruentos que han padecido los milenarios pueblos que la habitan".
- De fondo cuenta la historia de Afganistán desde 1972 hasta 2002. 
  - Jefe de Estado en 1972: Mohamed Zahir Shah.
  - Jefe de Estado en 2002: Hamid Karzai.

## Censura
En 2008, el Ministerio de Información y Cultura de Afganistán prohibió exhibir e importar la película alegando que "algunas de sus escenas son cuestionables e inaceptables para algunas personas y afectarían sensibilidades y podrían causar problemas para el Gobierno y el pueblo".